# Primetime Emmy Award du meilleur programme d'animation
Le Primetime Emmy Award du meilleur programme d'animation (Primetime Emmy Award for Outstanding Animated Program) est un Creative Arts Emmy Awards qui est décerné chaque année depuis 1979 à une sérié télévisée d'animation. Chaque série peut proposer au vote un épisode et un épisode spécial.
Les Simpson est la série qui a gagné le plus de fois avec 10 récompenses pour 17 nominations, elle est suivie par South Park qui en compte 5 pour 14 nominations, ainsi que par plusieurs épisodes spéciaux de Garfield qui en a remporté 4 sur 12 nominations. La Fox pourrait tout aussi bien soumettre les épisodes des Simpson au vote pour l'Emmy de la meilleure série comique mais les règles stipulent clairement qu'un programme ne peut pas concourir dans plusieurs catégories

## Palmarès
Note : L'année indiquée est celle de la cérémonie. Les lauréats sont indiqués en tête de chaque catégorie et en caractères gras.

### Moins d'une heure

#### Années 1970
- 1979 : Le Lion et la sorcière blanche
  - Happy birthday, Charlie Brown
  - You're the Greatest, Charlie Brown

#### Années 1980
- 1980 : Carlton Your Doorman
  - Pontoffel Pock, Where Are You?
  - The Pink Panther in: Olym-Pinks
  - She's a Good Skate, Charlie Brown
- 1981 : Life Is a Circus, Charlie Brown
  - Bugs Bunny: All American Hero
  - Petit peuple
  - Gnomes
  - It's Magic, Charlie Brown
- 1982 : The Grinch Grinches the Cat in the Hat
  - Someday You'll Find Her, Charlie Brown
  - A Charlie Brown Celebration
  - Les Schtroumpfs spécial printemps
  - Les Schtroumpfs
- 1983 : Ziggy's Gift
  - Heres Comes Garfield
  - Is This Goodbye, Charlie Brown?
  - Whate Have We Learned, Charlie Brown?
  - Les Schtroumpfs spécial Noël
- 1984 : Garfield on the Town
  - A Disney Christmas Gift
  - It's Flashbeagle, Charlie Brown
  - Les Jeux schtroumpfants
- 1985 : Garfield in the Rough
  - Snoopy's Getting Married, Charlie Brown
  - Donald Duck's 50th Birthday
- 1986 : Garfield's Halloween Adventure
  - Garfield in paradise
- 1987 : Cathy (en)
  - Garfield Goes Hollywood
- 1988 : Will Vinton Classics: Christman Celebration
  - Le Petit Grille-pain courageux
  - A Garfield Christmas Special
- 1989 : Garfield's Babes and Bullets
  - Garfield: His 9 Lives
  - Abel's Island
  - Madeline
  - Meet the Raisins!

#### Années 1990
- 1990 : Les Simpson pour Marge perd la boule
  - Garfield's Feline Fantasies
  - Garfield's Thanksgiving
  - Les Simpson pour Un Noël d'enfer
  - Why, Charlie Brown, Why?

- 1991 : Les Simpson pour Tu ne déroberas point
  - Will Vinton Classics: Comedy of Horrors
  - Garfield Gets a Life
  - Les Tiny Toons pour Les maniaques de l'image

- 1992 : Will Vinton Classics: Easter Special
  - Ren et Stimpy
  - Shelley Duvall's Bedtime Stories
  - Les Simpson pour Un puits de mensonges

- 1993 : Batman, la série animée pour Robin se rebiffe (1re partie)
  - Inspector Gadget Saves Christmas
  - The World of Peter Rabbit and Friends
  - Ren et Stimpy pour Le fils de Stimpy
  - Liquid Television pour Show 11

- 1994 : The Roman City
  - La Ville oubliée du Père Noël
  - A Flintstone Family Christmas
  - Duckman
  - Ren et Stimpy

- 1995 : Les Simpson pour Le Mariage de Lisa
  - Le Laboratoire de Dexter pour L'Appareil Magique
  - Tiny Toons' Night Ghoulery
  - Les Razmoket pour Passover

- 1996 : Minus et Cortex pour Les Poupées du Père Noël
  - Cléo et Chico pour La Relaxation
  - Les Simpson pour Simpson Horror Show VI
  - Le Laboratoire de Dexter pour Dee Dee la Géante
  - Duckman

- 1997 : Les Simpson pour La Phobie d'Homer
  - Le Laboratoire de Dexter pour Super héros cherche assistant(e), Les Frères Justice et Fin de partie
  - Duckman
  - Les Rois du Texas pour Peggy Vieux Jeu
  - Les Razmoket pour La Fête des mères

- 1998 : Les Simpson pour Vive les éboueurs
  - South Park pour Une promenade complètement folle avec Al Super Gay
  - Les Rois du Texas pour La Tornade
  - Cléo et Chico
  - Le Laboratoire de Dexter pour Dyno-Mite et Mélomania

- 1999 : Les Rois du Texas pour Bobby aime Marie
  - Les Simpson pour Fiesta à Las Vegas
  - Futurama pour Un gros tas d'ordures
  - Les Supers Nanas pour Méchante Bulle et La Vérité toute nue
  - Les Stubbs pour He's Gotta Have It

#### Années 2000
- 2000 : Les Simpson pour Derrière les rires
  - Les Supers Nanas pour L'Invasion des Brocoloïdes et Le Bain de Rebelle
  - Les Griffin pour L'Opticien à sa mémère
  - Downtown pour Avant et Après
  - South Park pour Chinpokomon

- 2001 : Les Simpson pour Le Cerveau
  - Futurama pour Amazones Amoureuses
  - Ginger pour Bonjour étranger
  - Les Rois du Texas pour Le Déclin du camion américain
  - Les Supers Nanas pour Les Dents longues et Quatre méchants dans le vent

- 2002 : Futurama pour Tout se termine bien à Roswell
  - Ginger pour Le Lac lunatique
  - Les Rois du Texas pour Bobby Goes Nuts
  - South Park pour Oussama Ben Laden pue du cul
  - Les Simpson pour Sans foi ni toit

- 2003 : Les Simpson pour Le Gay Pied
  - Ginger pour And She Was Gone
  - Kim Possible pour Coup de cœur
  - Futurama pour Ceux qui m'aiment prendront le chien
  - Bob l'éponge pour Le Nouvel Élève et Courage, rien n'est jamais perdu

- 2004 : Samouraï Jack pour La Naissance du Diable
  - Futurama pour Le Dard
  - South Park pour Noël au Canada
  - Bob l'éponge pour Bob l'éponge DC
  - Les Simpson pour Ma plus belle histoire d'amour, c'est toi

- 2005 : South Park pour Potes pour la vie
  - Les Griffin pour Sueurs tièdes
  - Samouraï Jack pour Épisode XLIX
  - Bob l'éponge pour Ouverture non-stop ! et Les Gars de la marine
  - Les Simpson pour Future Drama

- 2006 : Les Simpson pour L'Histoire apparemment sans fin
  - Camp Lazlo pour Salut poupée et Chaud devant
  - Les Griffin pour Le vieux rhum et la mère
  - Foster, la maison des amis imaginaires pour Tout doux Goo
  - South Park pour Piégé dans le placard

- 2007 : South Park pour Make Love, Not Warcraft
  - Avatar, le dernier maître de l'air pour Une Cité de murailles et de secrets
  - Robot Chicken pour Lust for Puppers
  - Bob l'éponge pour Allez, dehors ! Vacances... et La perruque
  - Les Simpson pour Mon meilleur ennemi

- 2008 : Les Simpson pour Soupçons
  - Creature Comforts pour Don't Choke to Death, Please
  - Les Rois du Texas pour Death Picks Cotton
  - Robot Chicken pour Robot Chicken: Star Wars
  - Bob l'éponge pour L’île de l’enfer et Adorable Carlo

- 2009 : South Park pour Margaritaville
  - American Dad! pour 1600 bougies et 36 chandelles
  - Robot Chicken pour Robot Chicken: Star Wars Episode II
  - Les Simpson pour Maggie s'éclipse

#### Années 2010
- 2010 : Lutins d'élite, mission Noël
  - Alien Earths
  - The Ricky Gervais Show pour Knob at Night
  - Les Simpson pour Il était une fois à Springfield
  - South Park pour 200 et 201

- 2011 : Futurama pour The Late Philip J. Fry
  - The Cleveland Show pour Murray Christmas
  - Robot Chicken pour Robot Chicken: Star Wars Episode III
  - Les Simpson pour Papa furax : le film
  - South Park pour Association sportive des bébés du crack

- 2012 : Les Pingouins de Madagascar pour Le Retour de la Revanche du Docteur Blowhole
  - American Dad! pour Le Spa du démon
  - Bob's Burgers pour Burgerboss
  - Futurama pour La Pointe de Zoidberg
  - Les Simpson pour Le Futur passé

- 2013 : South Park pour Toujours plus bas
  - Bob's Burgers pour O.T.: The Outside Toilet
  - Kung Fu Panda : Les Secrets des cinq cyclones pour Enter The Dragon
  - Regular Show pour The Christmas Special (Cartoon Network)
  - Les Simpson pour Simpson Horror Show XXIII

- 2014 : Bob's Burgers pour Mazel-Tina
  - Archer pour Archer Vice: The Rules of Extraction
  - Futurama pour Meanwhile
  - South Park pour Black Friday
  - Les Tortues Ninja pour The Manhattan Project

- 2015 : Au-delà du jardin
  - Archer pour Pocket Listing
  - Bob's Burgers pour Can't Buy Me Math
  - Les Simpson pour Simpson Horror Show XXV
  - South Park pour Freemium Isn't Free

- 2016 : Archer pour The Figgis Agency
  - Bob's Burgers pour The Horse Rider-er
  - Phinéas et Ferb pour Last Day of Summer
  - Les Simpson pour Halloween d'horreur
  - South Park pour You're Not Yelping

- 2017 : Bob's Burgers pour Bob actually
  - Archer pour Archer Dreamland: No Good Deed
  - Princesse Sofia pour Elena and the Secret of Avalor
  - Les Simpson pour La Ville
  - South Park pour Member Berries

- 2018 : Rick et Morty pour Rick-ornichon
  - Baymax et les Nouveaux Héros pour Le Retour
  - Bob's Burgers pour V for Valentine-detta
  - Les Simpson pour Porté disparu
  - South Park pour Raccrochez

- 2019 : Les Simpson pour Le Petit Soldat de plomb
  - Adventure Time pour Donnons-nous la main
  - Big Mouth pour Pleins feux sur le plan familia
  - Bob's Burgers pour Just One of the Boyz 4 Now for Now
  - BoJack Horseman pour Le Churro gratuit

#### Années 2020
- 2023 : Les Simpson pour Simpson Horror Show XXXIII
  - Bob's Burgers pour Le Triathlon de Noël
  - Entergalactic
  - Primal pour L'Ombre du destin
  - Rick et Morty pour Famille nocturne

### Plus d'une heure

#### Années 1990
- 1999 : Spawn
  - Our Friend, Martin

#### Années 2000
- 2000 : Sur la terre des dinosaures
  - Olive, the Other Reindeer

- 2001 : La Balade de Big Al

- 2002 : Sur la terre des monstres disparus
  - Samouraï Jack, la trilogie
  - When Dinosaurs Roamed America

- 2003 : Sur la trace des dinosaures

- 2004 : Star Wars: Clone Wars
  - Les Supers Nanas, Il faut sauver Noël

- 2005 : Star Wars: Clone Wars, Volume 2
  - Dragons : et s'ils avaient existé...

- 2006 : Sur la terre des géants
  - Escape from Cluster Prime

- 2007 : Camp Lazlo, Où est Lazlo ?
  - Foster, la maison des amis imaginaires
  - Hellboy : Le Sabre des tempêtes
  - Secrets of the Deep

- 2008 : Imaginationland
  - Les Griffin, L'Équerre des étoiles
  - La Ligue des justiciers : Nouvelle Frontière

- 2009 : Destination Imagination
  - Afro Samurai Resurrection

## Nominations et récompenses multiples

### Nominations
- 23 : Les Simpson
- 14 : South Park
- 12 : Garfield et ses amis et Peanuts
- 7 : Futurama
- 6 : Les Rois du Texas
- 5 : Bob l'éponge
- 4 : Robot Chicken, Le Laboratoire de Dexter et Les Schtroumpfs
- 3 : Les Griffin, Ginger, Les Supers Nanas, Duckman, Ren et Stimpy, Will Vinton Classics
- 2 : Bob's Burgers, American Dad!, Samouraï Jack, Cléo et Chico, Les Razmoket, Les Tiny Toons

### Récompenses
- 10 : Les Simpson
- 5 : South Park
- 4 : Garfield et ses amis
- 2 : Futurama